# Seznam glasbenikov
Seznam glasbenikov je krovni seznam po glede na področje delovanja, (nekateri glasbeniki se lahko nahajajo v več seznamih). V obsegu posameznih seznamov so vključeni predvsem neslovenski glasbeniki. Za glasbenike, rojene ali delujoče v Sloveniji, glej seznam slovenskih glasbenikov.

## A
- seznam glasbenih aranžerjev

## C
- seznam citrarjev

## D
- seznam dirigentov

## F
- seznam flavtistov
- seznam fagotistov

## H
- seznam harfistov
- seznam harmonikarjev

## K
- seznam kitaristov
- seznam klarinetistov
- seznam kontrabasistov

## M
- seznam muzikologov

## O
- seznam oboistov
- seznam orglavcev

## P
- seznam pianistov
- seznam pozavnistov
- seznam pevcev resne glasbe
- seznam pevcev zabavne glasbe

## R
- seznam rap izvajalcev
- seznam rogistov

## S
- seznam skladateljev
- seznam saksofonistov

## T
- seznam trobentarjev
- seznam tubistov
- seznam tolkalistov

## V
- seznam violinistov
- seznam violistov
- seznam violončelistov
- seznam vokalnih skupin

## Z
- seznam zborovodij